# London Tower Fechtbuch (Manoscritto I-33)
Il London Tower Fechtbuch (anche noto col numero I.33 e conservato nell'Armeria Reale di Leeds) è un trattato, scritto da un monaco di nome Lutegerus, in cui si illustrano in 64 tavole delle azioni di combattimento di spada (medievale) e brocchiero, svolte da due monaci di cui uno è il prete e l'altro lo scolaro (quello con la testa coperta dal cappuccio).
Dopo le prime due tavole in cui si mostrano le sette guardie base, la spiegazione procede con 38 sequenze, l'inizio delle quali è contrassegnata da una croce (diversa ogni volta) sulla sinistra.
Le illustrazioni sono proprie dello stile tipico della fine del Duecento, al massimo inizio Trecento.
Risultano di difficile interpretazione per via sia dell'assenza di prospettiva sia delle convenzioni grafiche del periodo, che inficiano la comprensione delle posizioni delle spade e delle gambe dei monaci. La tecnica stessa non è delle migliori, e gli errori di anatomia lo confermano, come ad esempio il monaco dotato di due mani sinistre a tav. 7.
Le illustrazioni, colorate con colori ad acqua, sono probabilmente state eseguite da due diversi “artisti” e hanno subito delle correzioni.
I testi, a cui hanno concorso tre diverse mani, sono in latino, tranne i termini tecnici che sono in germanico. Chi li ha scritti o dettati, quasi certamente non coincide con chi ha realizzato le illustrazioni.
I testi, inoltre, rimandano espressamente ad azioni o tecniche non illustrate, e anch'essi non sono esenti da errori, quasi sempre successivamente corretti.
Ciò potrebbe anche coincidere con l'usanza medievale secondo la quale vari maestri, nel tempo, si alternavano alla rivisitazione di trattati di scherma e all'inserimento di materiale aggiuntivo (un esempio per tutti il Codex Wallestein, ma anche l'invito in tal senso di Filippo Vadi).
Il Ms I.33, molto probabilmente rivolto a fruitori che già disponessero almeno delle basi della scherma, è un testo didattico, corredato dai tipici versi mnemonici.
Descrive esclusivamente tecniche di spada e brocchiero, e benché lo faccia in quasi 40 sequenze, i principi su cui si basa sono essenziali e ridondanti:
- il brocchiero è tenuto sempre a difesa della mano armata
- il brocchiero viene usato a difesa della mano armata per estendere la superficie di parata della spada soprattutto durante le uscite e i colpi in tempo
- è estremamente frequente l'uso del brocchiero per bloccare la mano armata dell'avversario contro il suo stesso corpo (questa tecnica viene illustrata chiaramente nel Manesse)
- sono inoltre molto frequenti i colpi di punta, soprattutto alla testa (non vi è quasi nessun colpo alle gambe, motivo: perdita di portata dell'arma ed esposizione delle aperture alte, testa e spalle)
- infine è evidente la tendenza a preoccuparsi innanzitutto di rendere inoffensiva l'arma dell'avversario, e solo successivamente viene tirato il colpo di risposta.